# Socarrell (bolet)
El socarrell (Cerioporus corylinus) és una espècie de fong de l'ordre dels poliporals (Polyporales).és un bolet de soca que dona nom al grup dels socarrells.